# Lewis Range
De Lewis Range is een bergketen in het noorden van de Amerikaanse deelstaat Montana en (voor een klein deel) het zuiden van de Canadese provincie Alberta. De Lewis Range ligt op de Continental Divide, vormt een deel van de veel ruimere Rocky Mountains en sluit in fysiografisch en geologisch opzicht aan bij de Continental Ranges van de Canadian Rockies.
Mount Cleveland is met een hoogte van 3190 meter veruit de hoogste berg van de Lewis Range én ook de hoogste berg van Glacier National Park (dat zich ook uitstrekt over de Clark Range en de Livingston Range). Ten oosten van Mount Cleveland ligt de wat geïsoleerde Chief Mountain. Een andere opmerkelijke berg is Triple Divide Peak. Hier komen de stroomgebieden van drie oceanen (Grote Oceaan, Noordelijke IJszee en Atlantische Oceaan) bij mekaar op één waterscheidingspunt.
In de Verenigde Staten behoort de Lewis Range tot de Northern (American) Rocky Mountains, ten noordwesten van de Centrale (Amerikaanse) Rockies die zich in het zuidwesten van Montana en het noordwesten van Wyoming bevinden. De Lewis Range is een van de meest zuidelijke bergketens die nog tot de Southern Continental Ranges van de (Canadese) Rocky Mountains wordt gerekend. Ten westen van de Lewis Range liggen (van oost naar west): de Livingston Range, de Whitefish Range en de Rocky Mountain Trench. Deze Rocky Mountain Trench (waarin de stad Kalispell en het meer Whitefish Lake liggen) vormt een typerend fysiografisch gegeven en loopt net ten westen van de Canadese Rockies van het zuiden (bij Flathead Lake) tot het noordelijke einde van de Rocky Mountains.
Een deel van de Lewis Range wordt beschermd door het Amerikaanse Glacier National Park en het Canadese Waterton Lakes National Park (tezamen het Waterton Glacier International Peace Park). Belangrijke bergpassen in de Lewis Range zijn Marias Pass en Logan Pass. Beiden steken de Continental Divide over. Logan Pass is hoger en ligt noordelijker dan Marias Pass. Going-to-the-Sun Mountain ligt net ten noordoosten van deze pasweg. In de meest enge omschrijving vormt de pasweg van Marias Pass de zuidelijke grens van de Lewis Range. Andere definities rekenen de bergketens ten zuidoosten van Marias Pass ook nog tot de ruimere Lewis Range.